# ジャック・ジョミエ
ジャック・ジョミエ（Jacques Louis Gaston Jomier, 1914年 - 2008年）は、フランスのドミニコ会修道士。イスラーム学を研究し、カイロにドミニコ会東洋学研究所（Idéo）を設立した。 

## 生涯
ジャック＝ルイ＝ガストン・ジョミエは、1914年3月7日にパリで生まれた。父親は医師のジュリアン・ジョミエ（Julien Jomier）、母親はマリ＝ルイーズ・アダング（Marie-Louise Hadengue）。ジョミエは、聖母マリア会が経営するモンソー聖母マリア校に入学、ジャンソン＝ド＝サイイ高校、パリ文学大学で学んだ。文学博士号（docteur ès Lettres）取得すると同時に、ル・ソルショワールでも学び、カトリック神学の教授免状を取得した。
ジョミエは1932年にドミニコ会パリ管区修道院に入った。1939年7月16日に司祭に任命され、1940年4月から6月まで、ノルウェー戦役に動員された。1941年から1944年までの間、パリとカイロでアラビア語を学んだ。カイロ・ドミニコ会士グループ（le groupe des dominicains du Caire)で研究した。同グループは1953年にドミニコ会東洋学研究所（Idéo）へと発展する。
ジョミエは、1963年から1983年までの間、カイロの神学校で教え、その後、モスル、イバダンへと赴任した。その後、キンシャサに設立されたコンゴ・カトリック総合大学の神学部に客員教授として招かれた。その後、トゥールーズ・カトリック学院に入った。ジョミエはまた、1973年から1985年まで、ヴァチカンの非キリスト教徒との対話を担当する部門の顧問を務めた。
ジョミエは、2008年12月7日にオート＝ガロンヌ県ヴィルファンシュ＝ド＝ロラゲで亡くなった。

## 著作
ジャック・ジョミエは、『イスラーム百科事典』や『ユニヴェルサリス百科事典』の収録項目を多数執筆しているほか、下記のリストにあるような著作を書いている。
- Le Mahmal et la caravane égyptienne des pèlerins de la Mekke, Le Caire, Institut français d'archéologie orientale, 1953.
- Le commentaire coranique du Manâr : tendances modernes de l'exégèse coranique en Égypte, Paris, G.P. Maisonneuve, coll. « Islam d'hier et d'aujourd'hui » Vol. 11, 1954.
- Bible et Coran, Paris, Éditions du Cerf, 1959.
- Jésus, la vie du Messie, Paris, Éditions du Cerf, 1963.
- Jomier, Jacques (1973) (フランス語). Manuel d'arabe égyptien, parler du Caire (Klincksieck ed.). Paris. ISBN 978-2-252-01484-4.
- Lexique pratique Français - Arabe: Parler du Caire, Le Caire, Institut français d'archéologie orientale, 1976.
- Jomier, Jacques (1978) (フランス語). Les grands thèmes du Coran (Le Centurion ed.). Paris. ISBN 978-2-227-31023-0.
- L'islam aux multiples aspects (1982), repris et complété dans Pour connaître l'Islam, Paris, Éditions du Cerf, 1988.
- Un Chrétien lit le Coran, Paris, Le Cerf, 2015 [1984].
- L'islam vécu en Égypte (1954-1975), Paris, Éditions Vrin, 1994.
- Jomier, Jacques (1996) (フランス語). Dieu et l'homme dans le Coran : l'aspect religieux de la nature humaine joint à l'obéissance au prophète de l'Islam (Éditions du Cerf ed.). Paris. ISBN 978-2-204-05311-2.